# Formosania fasciolata
Formosania fasciolata es una especie de peces de agua dulce de la familia Balitoridae en el orden Cypriniformes.